# Електричний з'єднувач

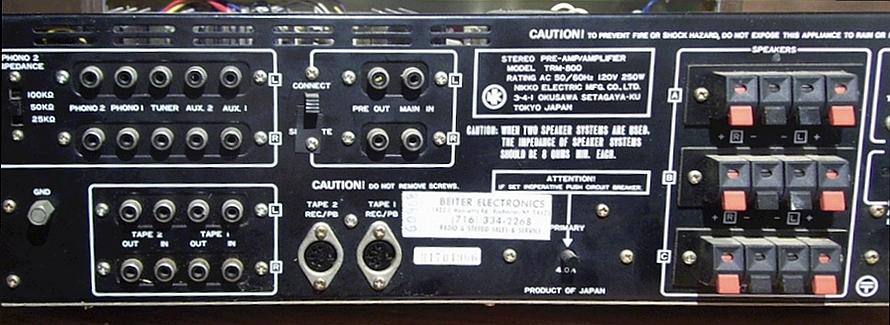
Задня панель аудіопідсилювача, з різноманітними роз'ємами

Електри́чний з'єднувач (роз'єм, рознім, англ. connector) — електромеханічний пристрій для роз'ємного з'єднання електричних провідників. Зазвичай складається з вилки або штекера (від нім. Stecker) і відповідного йому гнізда (розетки). Розеткою власне вважають менш рухому частину з'єднувача, яка монтується на платі, колодці чи панелі. На принципових схемах вона має позначатися літерами J або X, де J означає англ. jack. Відповідно друга частина, яка монтується на дроті, кабелі або іншому (більш рухомому) пристрої, буде вилкою і на схемах позначається літерою P, де P означає англ. plug.

## Типи з'єднувачів

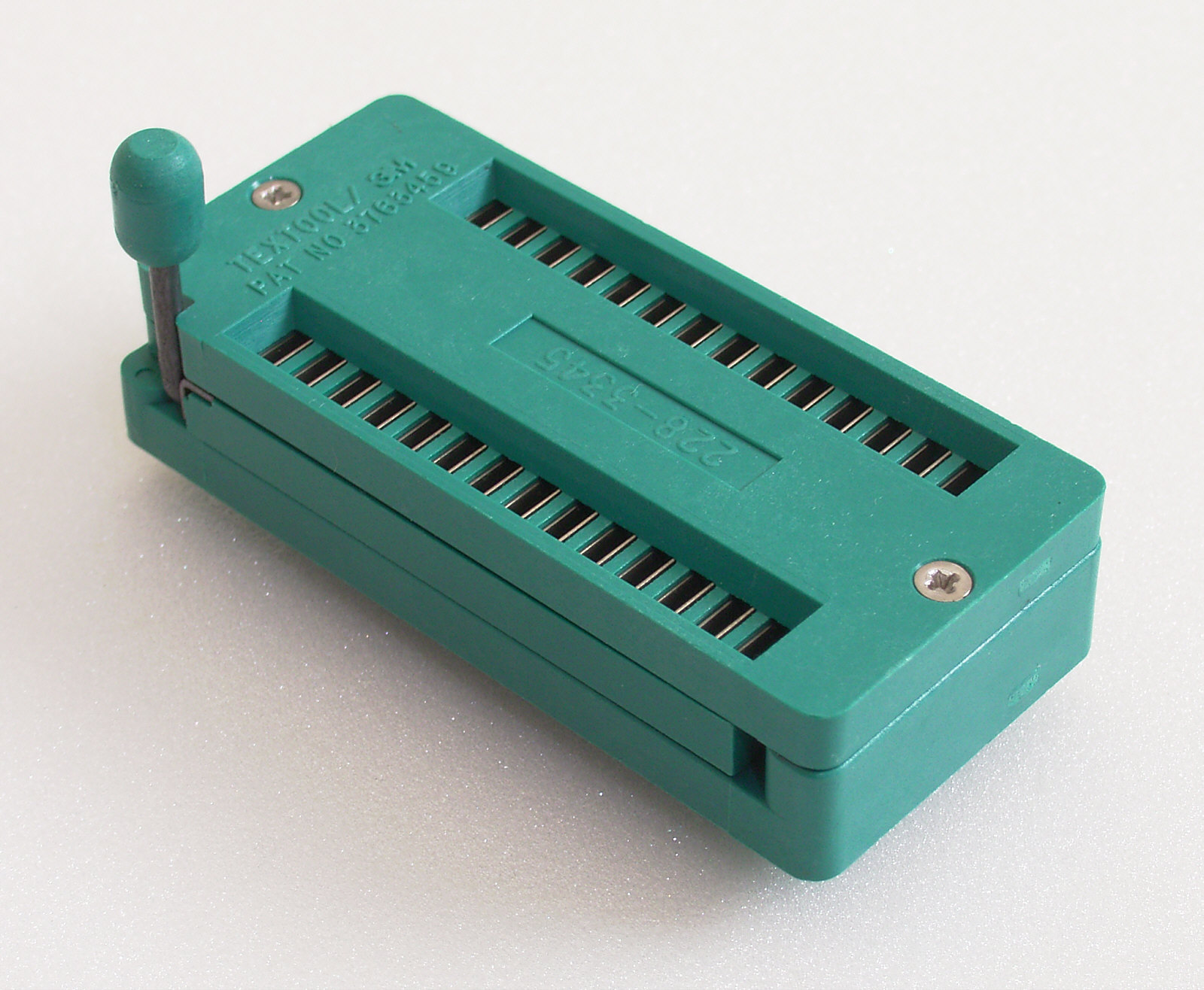
ZIF-сокет

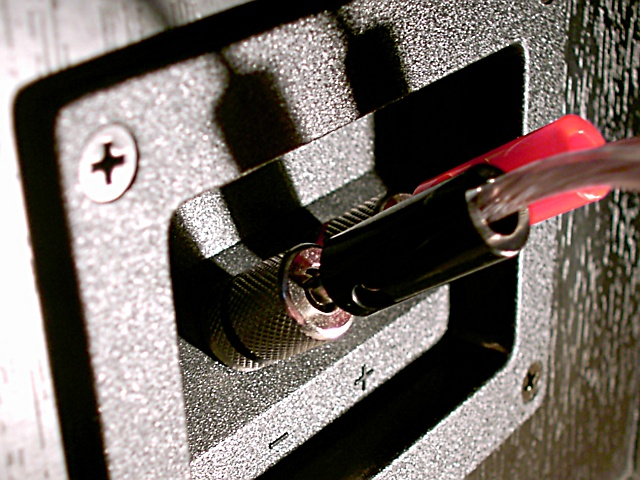
Роз'єми Banan у акустичній системі

Як правило, однотипні електричні з'єднувачі мають парні компоненти (розетку і вилку). Розетка має втоплені і захищені від випадкового торкання людиною чи короткого замикання контакти, а вилка — виступаючі з ізольованого корпусу. У високовольтних з'єднувачів живлення розетка монтується на джерелі струму, а вилка на споживачі. У приладах з низькою напругою живлення, як правило блок живлення закінчується шнуром зі штекером, конструктивно захищеним від короткого замикання при контакті з навколишніми предметами з провідникових матеріалів, а на корпусі приладу змонтоване гніздо. Сигнальні з'єднувачі на корпусах приладів виконуються у вигляді розеток (гнізд), а комутація відбувається з допомогою кабелів окінцьованих вилками (штекерами).
Існують з'єднувачі, що містять в одній частині як штиркові, так і гніздові контакти.
В багатьох джерелах електричний з'єднувач в цілому і окремі його частини називають роз'ємом або рознімом.
Існують також роз'єми, що не мають парного їм розніму, або мають їх кілька:
- Розетка, за вилки до якої слугують виводи мікросхеми або іншої радіодеталі, називається панелькою або сокетом (від англ. socket). Різновидом панельки є ZIF (від англ. Zero insertion force) — встановлення радіодеталів в такі панельки не потребує ніякого зусилля, бо електричні контакти панелі рухомі і приводяться в робочий або монтажний стан за допомогою важеля. Найчастіше використовується у материнських платах, програматорах, електровимірювальних приладах, дослідних і калібрувальних стендах тощо.
- Гніздо із пружинним важелем контактів, призначене для швидкого рознімного приєднання до приладу проводів з наконечниками, або без них. Найчастіше застосовується для приєднання акустичних систем до аудіопідсилювача, у лабораторному електровимірювальному обладнанні, засобах тимчасового проводового телефонного зв'язку тощо.

### Класифікація
Електричні з'єднувачі поділяються на групи:
- за призначенням (сигнальні, для живлення, аудіо, відео, комп'ютерні тощо),
- за напругою (низьковольтні, високовольтні),
- за силою струму (слабкострумні, сильнострумні),
- за діапазоном частот (постійного струму (DC), низькочастотні, високочастотні),
- за місцем монтування (на панель, на дріт, на плату, на шасі),
- за способом підключення контакту (гвинтова клема, обтиск, паяння),
- за захищеністю від зовнішнього середовища (частіше всього використовується система IP; найвищий ступінь захищеності IP68).

## Стандартні електричні з'єднувачі
Найпоширеніші типи з'єднувачів:

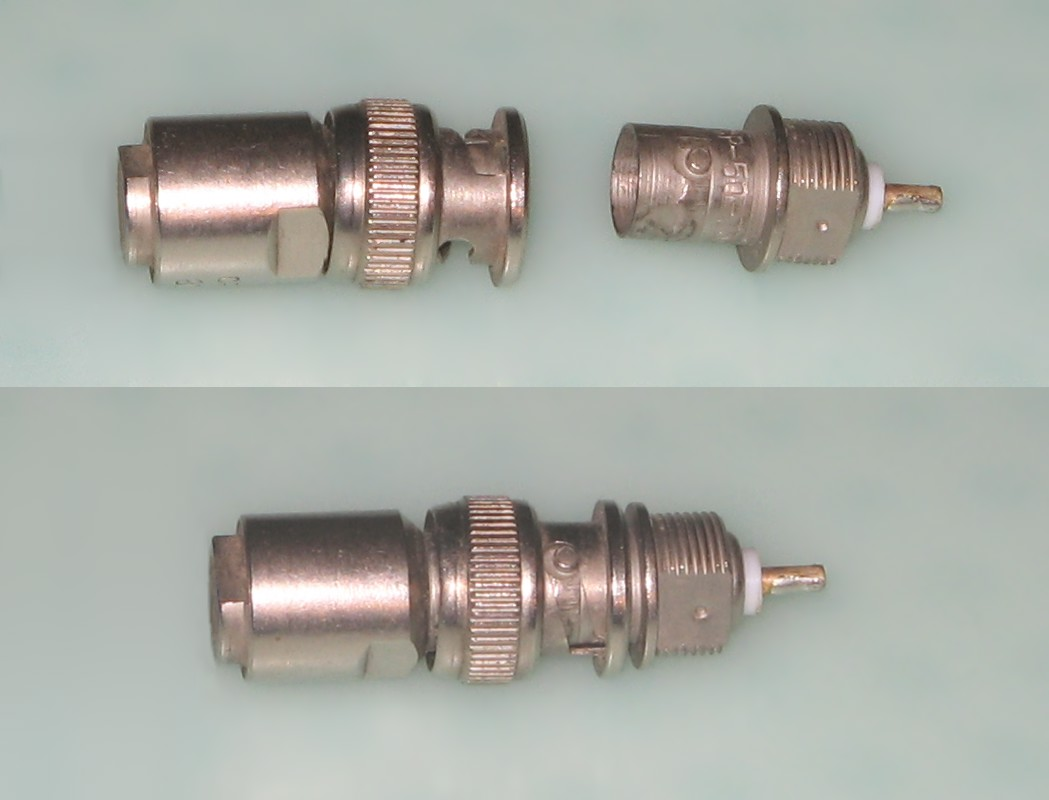
BNC

- BNCBNC  — у СРСР був скопійований як СР-50 і СР-75, призначений для узгодженого з'єднання коаксіального кабелю з обладнанням або з іншим коаксіальним кабелем. Роз'єм за замовчуванням  використовується для комутації у вимірювальній техніці, такій як осцилографи, генератори низьких і високих частот, мілівольтметри, в системах відеоспостереження.

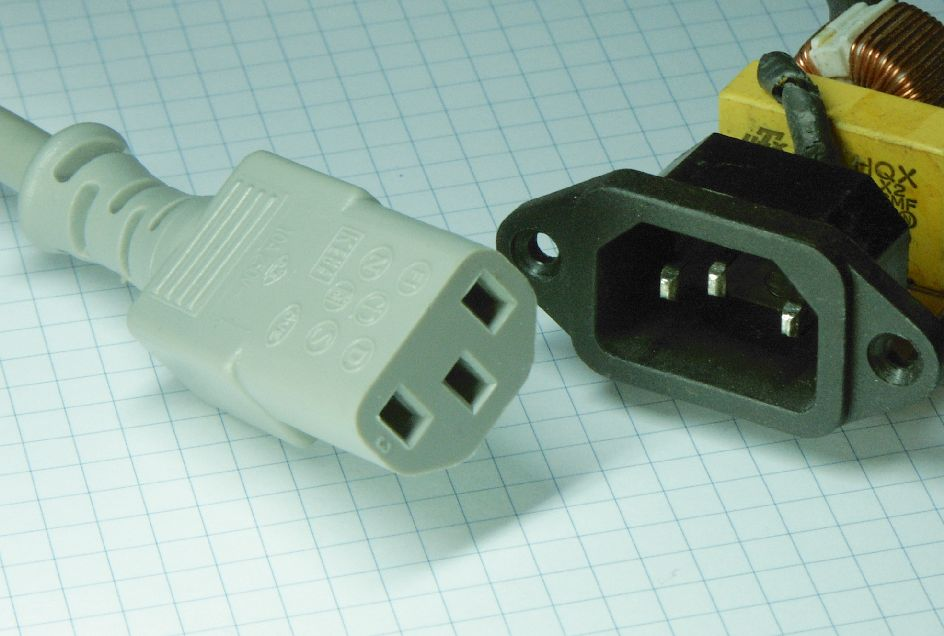
C13, C14 (IEC 60320)

- C13, C14 (IEC 60320) C13/C14 — набір стандартів, розроблених Міжнародною електротехнічною комісією, в яких зазначаються вимоги до електротехнічних з'єднувачів без фіксації та з'єднувачів для підключення шнурів до електричних приладів, що живляться від напруги мережі до 250 В. Роз'єми C13 і C14 застосовуються у більшості офісної техніки. У блоках живлення стандарту IBM PC/AT персональних комп'ютерів застосовувались розетка С14 для приєднання до електромережі і розетка C13 для живлення монітора. Живлення останньої вимикалась разом з живленням ПК. У блоках живлення стандарту ATX на розетку C13 або постійно подається струм, або вона взагалі відсутня.

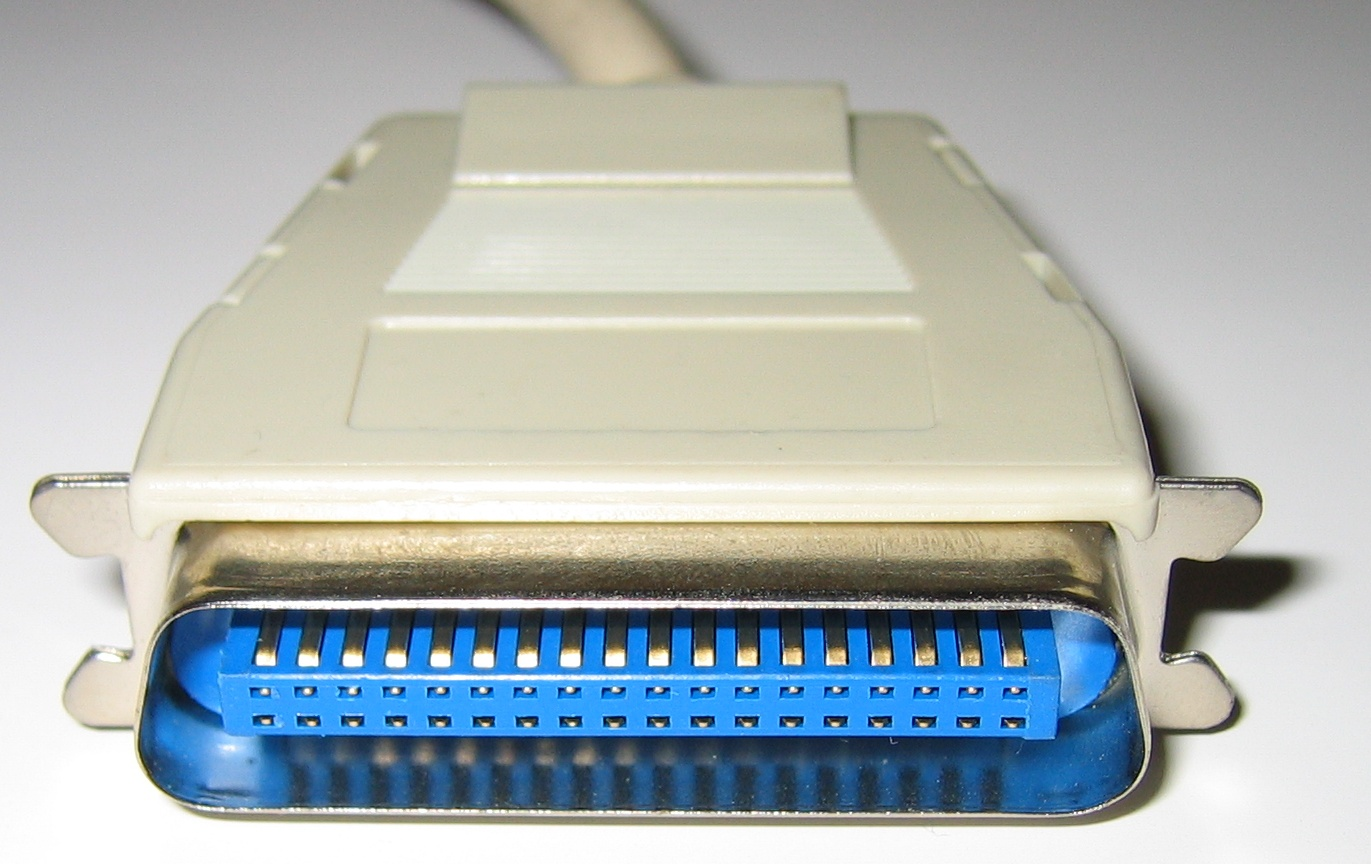
Кабельний 36-контактний роз'єм Centronics для підключення зовнішнього пристрою (IEEE 1284-B)

- Кабельний 36-контактний роз'єм Centronics для підключення зовнішнього пристрою (IEEE 1284-B) IEEE 1284-B («Centronics») —  порт, який використовується з 1981 року на персональних комп'ютерах фірми IBM для підключення друкувальних пристроїв, розроблений фірмою Centronics Data Computer Corporation; вже давно став стандартом де-факто, хоча насправді офіційно в цей час він не стандартизований. Порт на стороні пристрою керування (комп'ютера) має 25-контактний 2-рядний роз'єм DB-25-female («мама») (IEEE 1284-A). Не плутати з аналогічним male-роз'ємом («тато»), який встановлювався на старих комп'ютерах і являє собою 25-піновий COM-порт. На периферійних пристроях зазвичай використовується 36-контактний мікророз'єм стрічкового типу Centronics (IEEE 1284-B), тому кабелі для підключення периферійних пристроїв до комп'ютера по паралельному порту зазвичай виконуються з 25-контактним роз'ємом DB-25-male на одній стороні і 36-контактним IEEE 1284-B на іншій (AB-кабель). Зрідка застосовується AC-кабель з 36-контактним роз'ємом MiniCentronics (IEEE 1284-C).

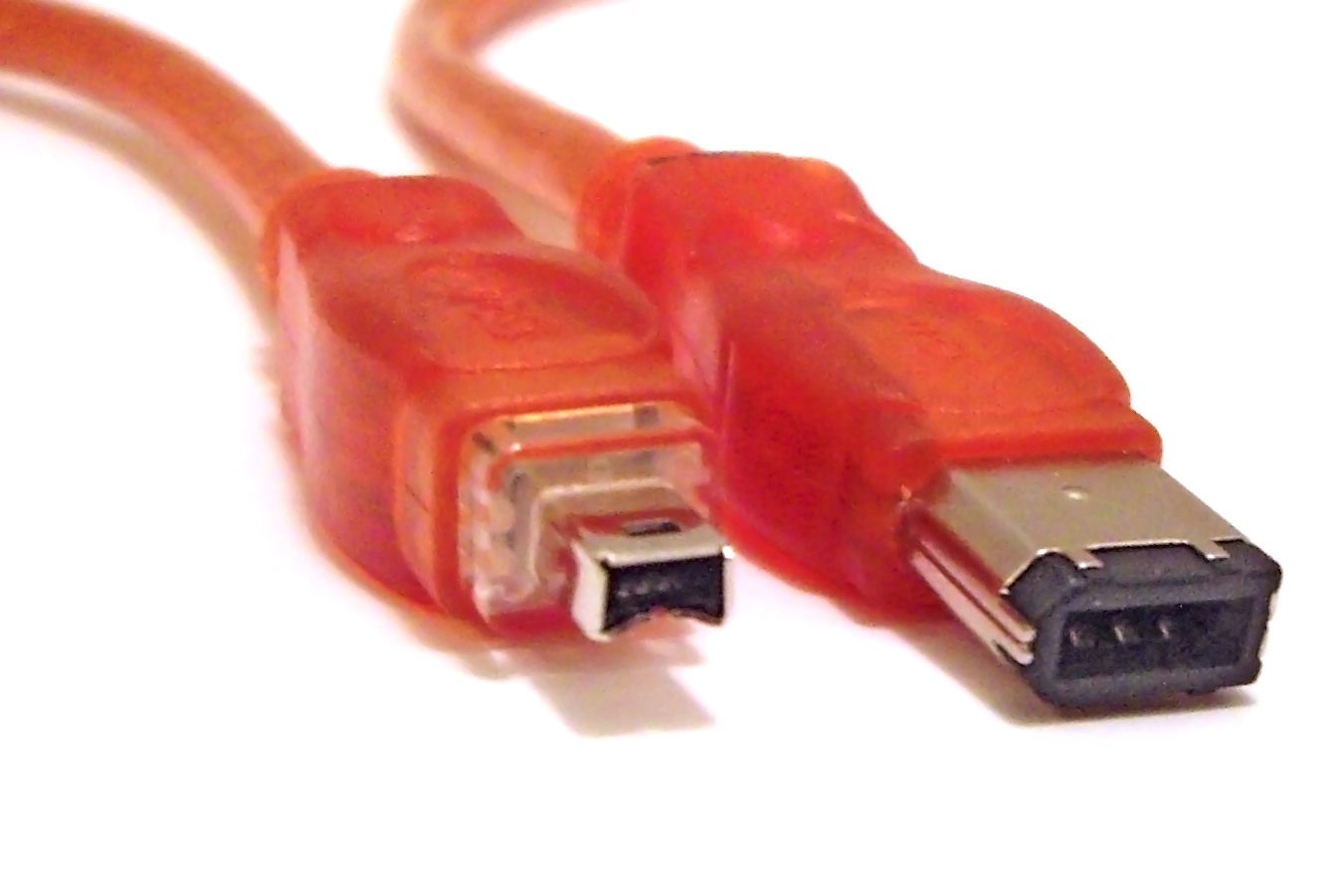
4- та 6-контактні роз'єми FireWire

- 4- та 6-контактні роз'єми FireWireIEEE1394 («Fire Wire») — послідовна високошвидкісна шина, призначена для обміну цифровою інформацією між комп'ютером і іншими електронними пристроями. Шина розроблена Sony та Apple і стандартизована IEEE під кодом IEEE-1394. Використання: 
  - Мережа поверх 1394 і FireNet;
  - Зовнішні дискові пристрої;
  - MiniDV відеокамери.

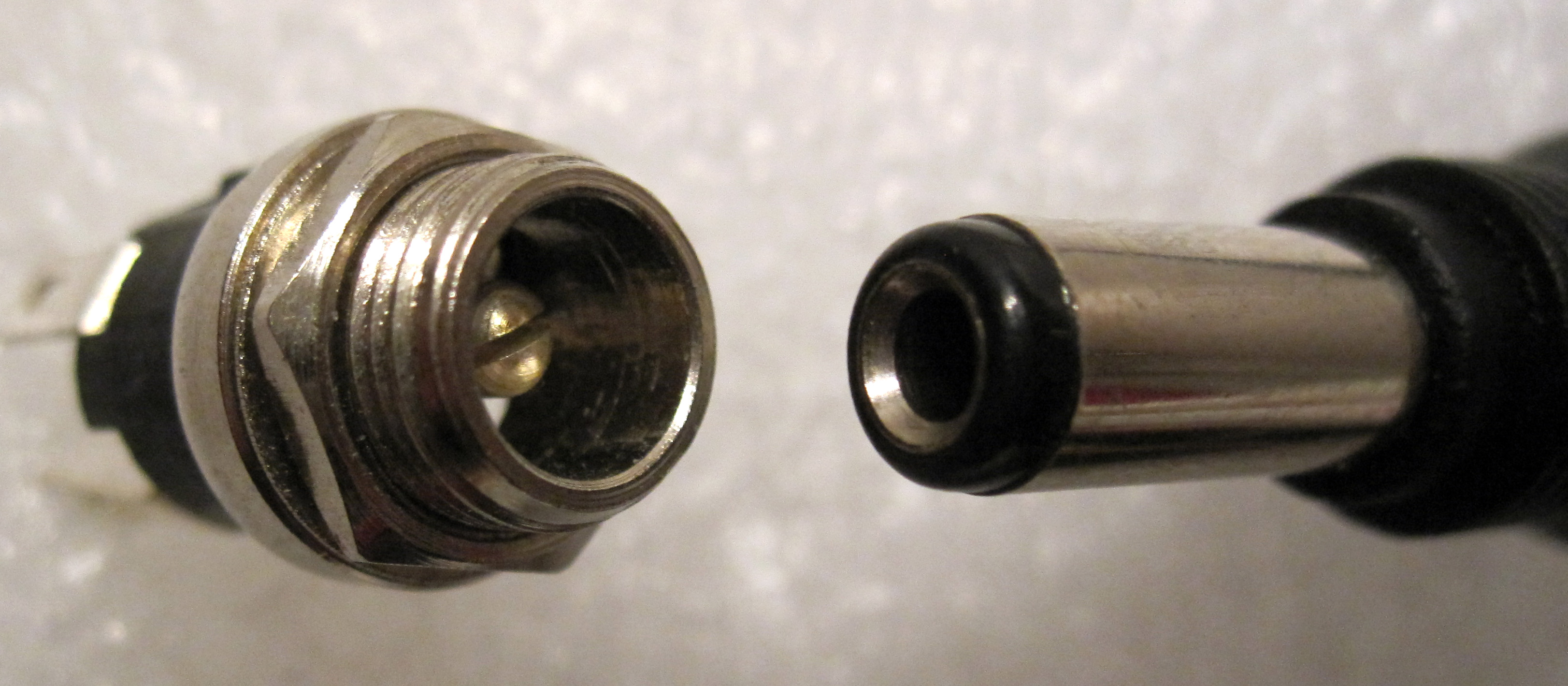
DC роз'єм

- DC роз'ємDC-роз’єми живлення — застосовуються для приєднання зовнішніх блоків (джерел) живлення постійного струму до електроприладів. Існує ряд стандартних розмірів роз’ємів живлення, розміри яких ніяк не пов’язані з напругою живлення пристрою. Виробник сам вирішує які розміри (зі стандартного ряду) і полярність вибрати для своїх товарів. Винятком є виробники педалей гітарних ефектів. Переважна більшість різновидностей педалей може живитись від батареї типу "Крона" чи зовнішнього джерела живлення з напругою 9В і штекером 5.5х2.1 з "негативним" центральним контактом.
- DIN — електричний з'єднувач, стандартизований Німецьким інститутом стандартизації (нім. Deutsches Institut für Normung, DIN), німецькою організацією національних стандартів.

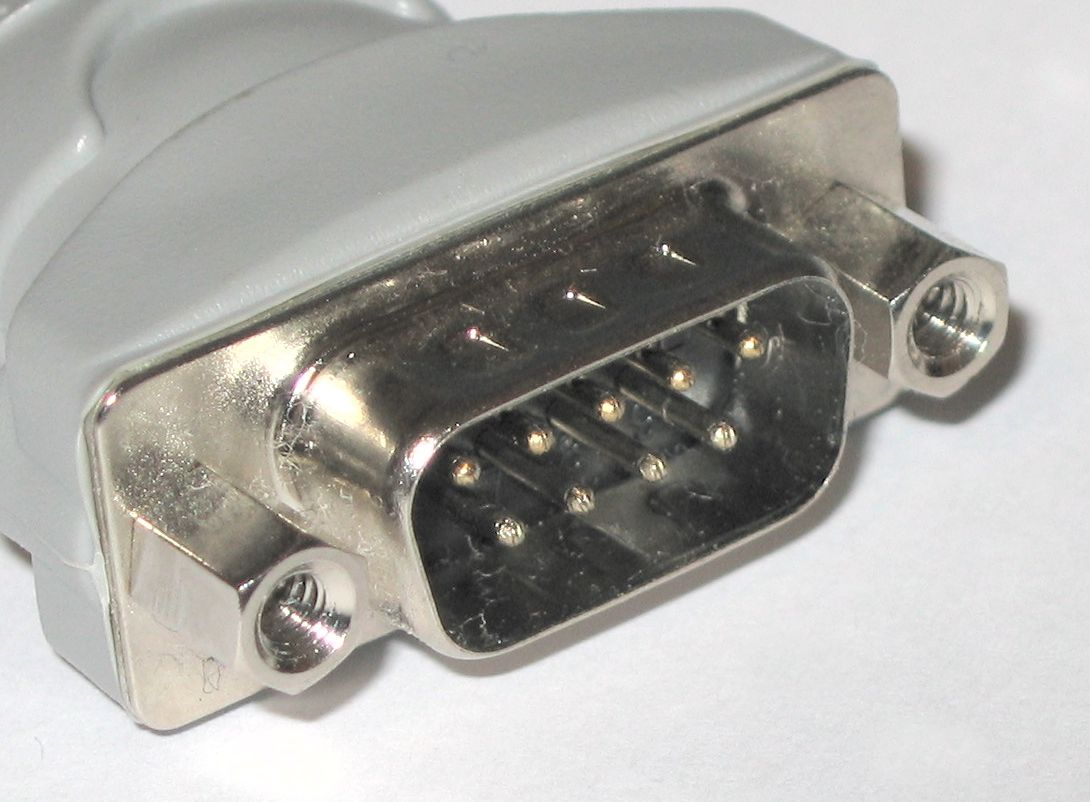
9-штирковий (9-піновий) D-SUB

- 9-штирковий (9-піновий) D-SUBD-SUB — містить два або більше паралельних рядів контактів або гнізд, зазвичай оточених металевим екраном у формі латинської D, який забезпечує механічне кріплення з'єднання і екранує від електромагнітних перешкод. Форма роз'єму у вигляді букви D оберігає від неправильної орієнтації роз'єму.
- F — з'єднувач для домашніх ТБ пристроїв у США й для супутникових і кабельних систем у світі.
- IDC — електричний роз'єм призначений для приєднання ізольованого стрічкового провідника (шини) методом, що не передбачає паяння. При монтажі роз'єму його ножі проколюють кабель і забезпечують надійний електричний контакт з клемами роз'єму. Парний роз'єм, як правило, має виводи для монтажу його на друковану плату та відповідний ключ, що запобігає неправильному приєднанню. Застосовується для гнучкого рознімного з'єднання модулів електроніки. У комп'ютерній техніці у вигляді IDC-роз'ємів виконані інтерфейси ATA, SCSI, роз'єм дисковода НГМД тощо.
- Jack (TRS) — роз'єм, уживаний зазвичай в аудіо-відео пристроях, наприклад навушниках. Аудіо-відео пристрій повинен мати гніздо («джек») відповідного діаметра.
- LPT — міжнародний стандарт паралельного інтерфейсу для підключення периферійних пристроїв ПК. В основному використовується для підключення до комп'ютера таких пристроїв як: принтер, сканер та інших зовнішніх пристроїв.
- RCA — стандарт роз’єму, широко застосовуваний в аудіо- і відеотехніці. Цей тип роз'єму був запропонований у 1940-х роках для підключення фонографів до підсилювачів. Українською мовою цей тип роз’єму часто іменують тюльпаном. Роз’єми RCA як правило позначають кольорами згідно з їхнім призначенням.
- RJ — стандартизований фізичний інтерфейс, використовуваний для з'єднання телекомунікаційного устаткування. Стандартні варіанти цього роз'єму називаються RJ11, RJ14, RJ25, RJ45 і так далі.
- SCART —  європейський стандарт для підключення мультимедійних пристроїв, таких як телевізор, відеомагнітофон, DVD-програвач. Інші назви: Peritel, евророз'єм, Euro-AV.
- USB — універсальна послідовна шина, призначена для з'єднання периферійних пристроїв обчислювальної техніки.
- XLR — тип циліндричного електричного з'єднувача, в першу чергу для професійного аудіо, відео та студійного освітлювального обладнання.

## Компанії-виробники з'єднувачів
Провідні фірми, які спеціалізуються на виготовленні електричних з'єднувачів:
- TE Connectivity [Архівовано 27 вересня 2013 у Wayback Machine.] . Назва до 2011 року: Tyco Electronics. Один з брендів, AMP, з 1999 року входить до складу цієї компанії.
- Molex [Архівовано 31 серпня 2020 у Wayback Machine.]
- HARTING [Архівовано 27 вересня 2013 у Wayback Machine.]
- Amphenol [Архівовано 27 вересня 2013 у Wayback Machine.]

## Фото-приклади з'єднувачів

Роз'єм XLR, з ключем для збігу контактів
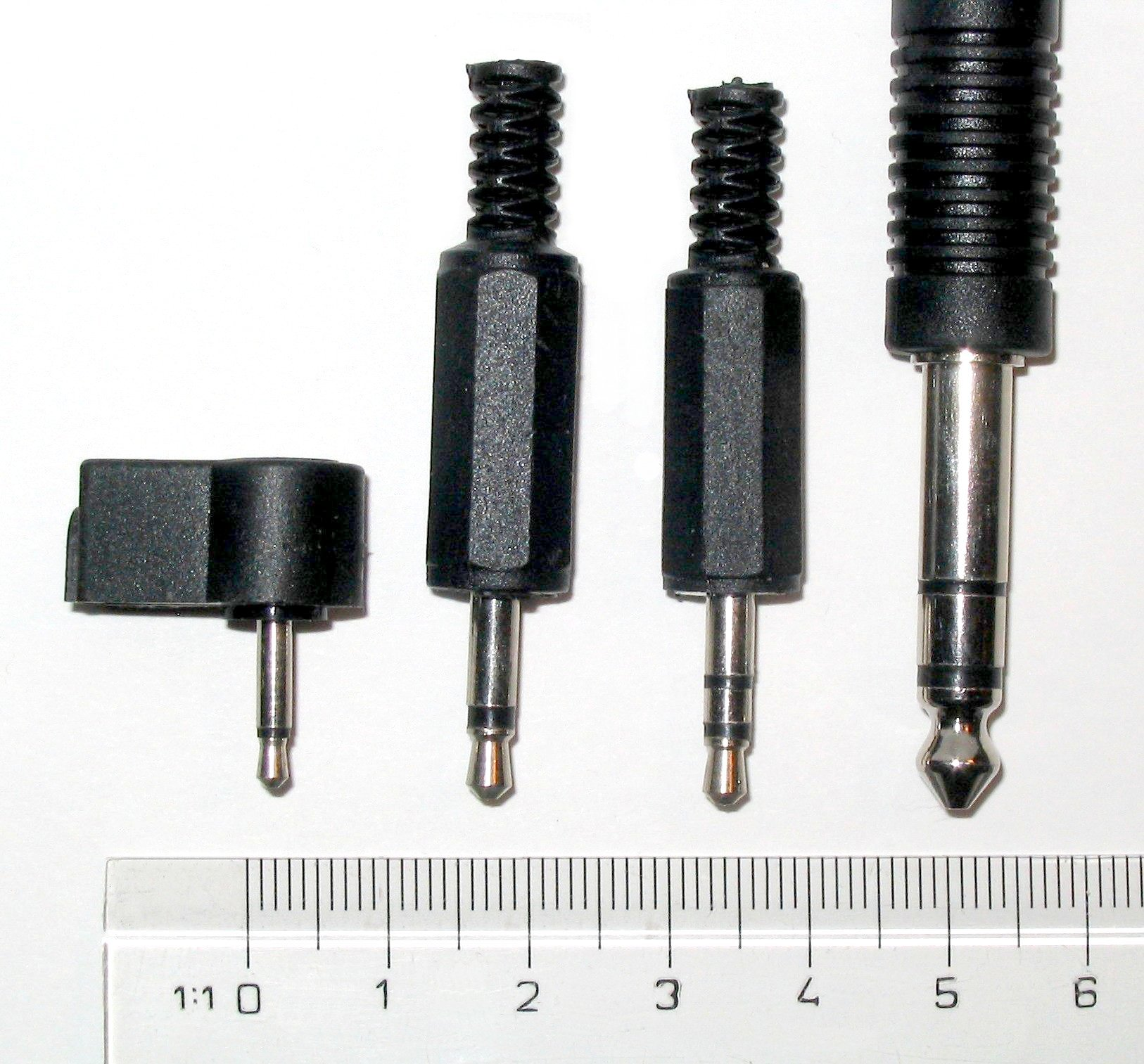
Роз'єми TRS: 2.5 мм моно (TS), 3.5 мм (1/8") моно і стерео (TRS), та 6.3 мм (1/4")
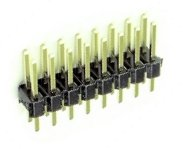
Штирковий з'єднувач
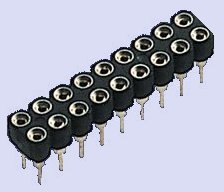
Розетка штиркового з'єднувача
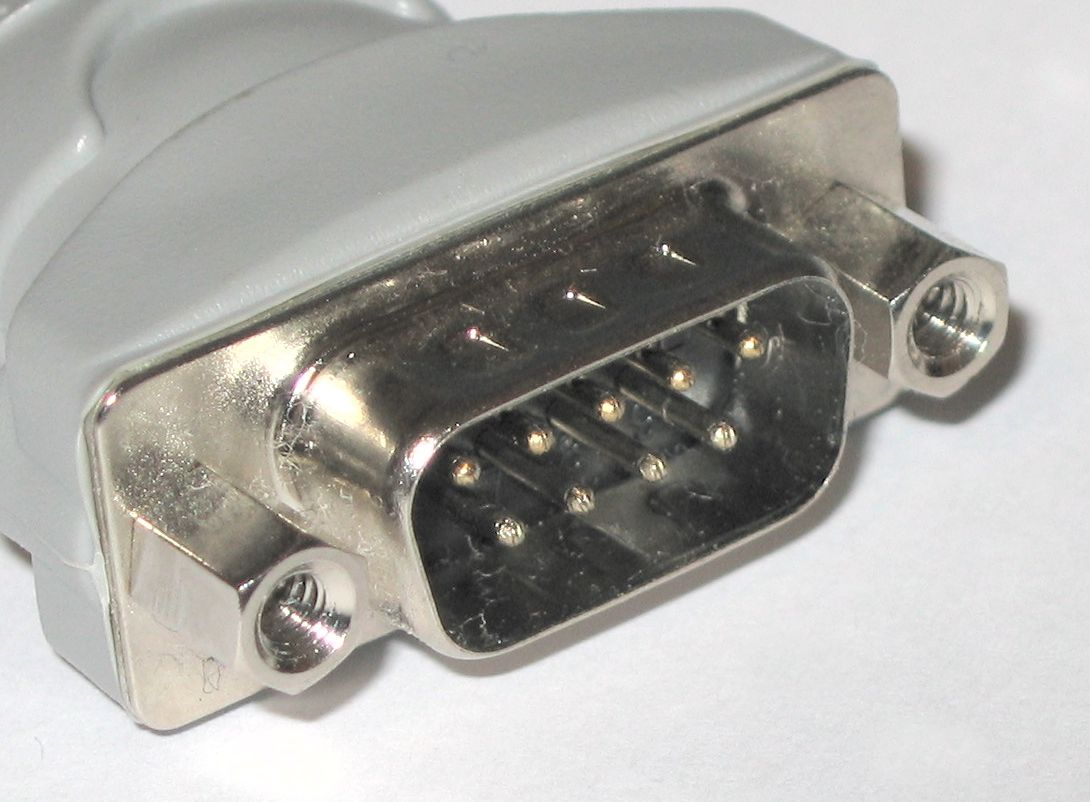
9-штирковий (9-піновий) D-SUB
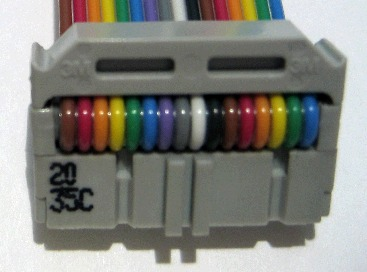
IDC (Insulation-displacement connector)
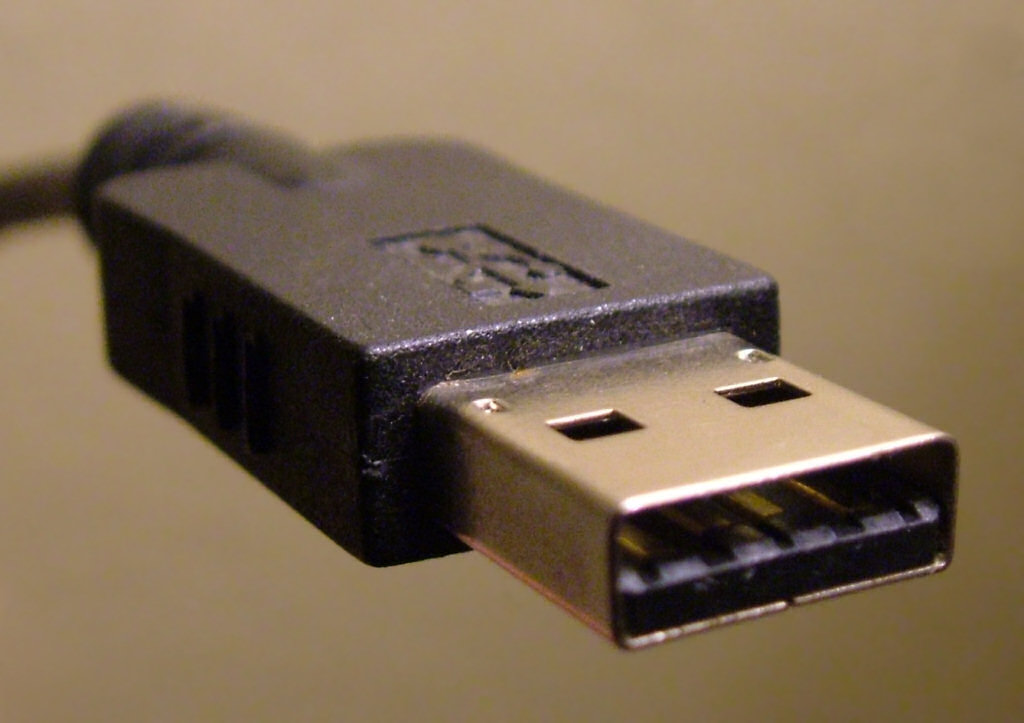
USB з'єднувач (типу A)
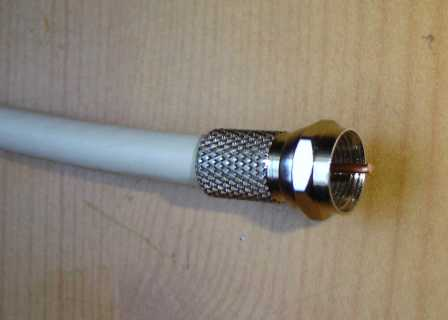
Антенний F-з'єднувач
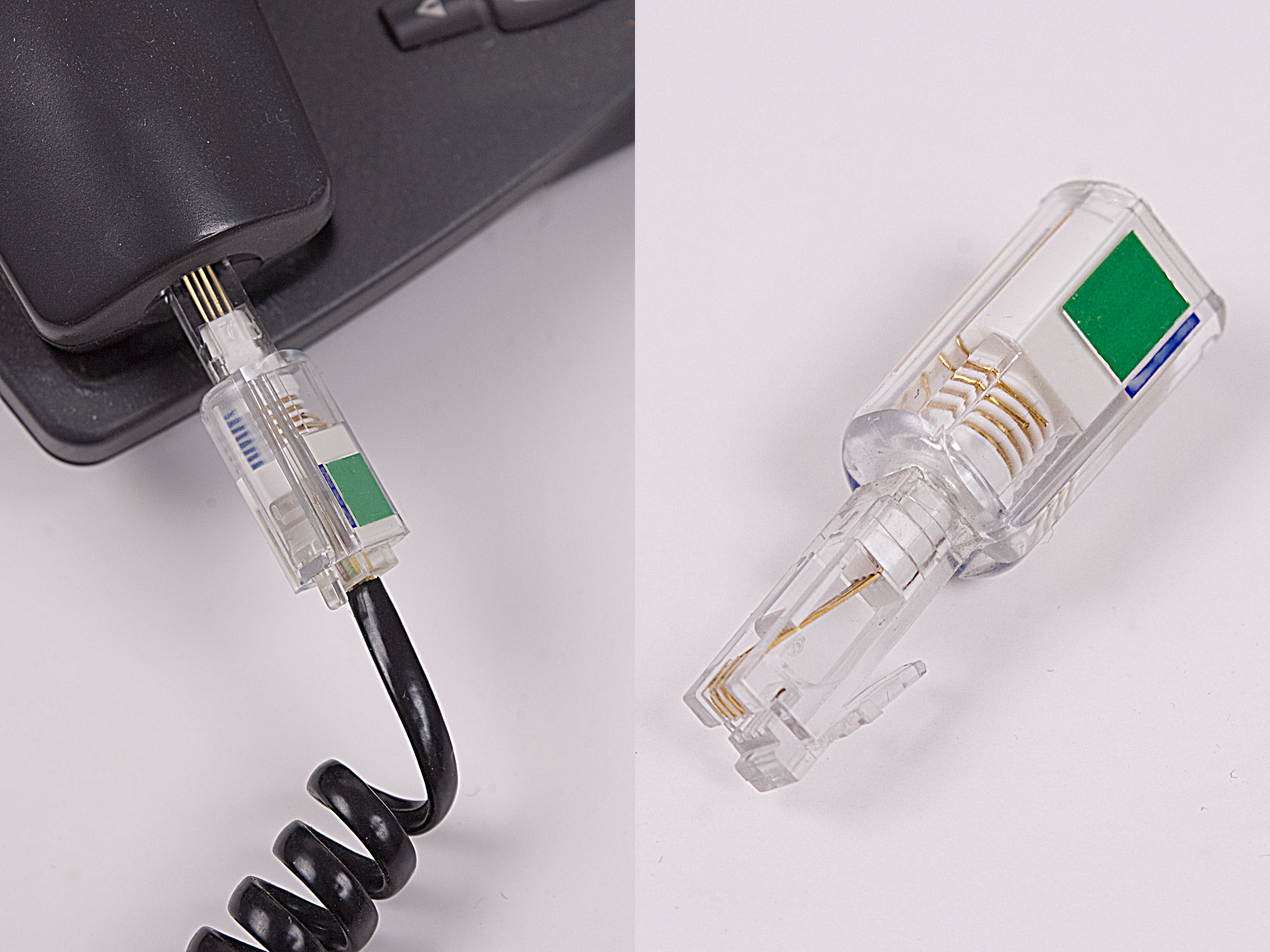
Телефонний RJ-з'єднувач
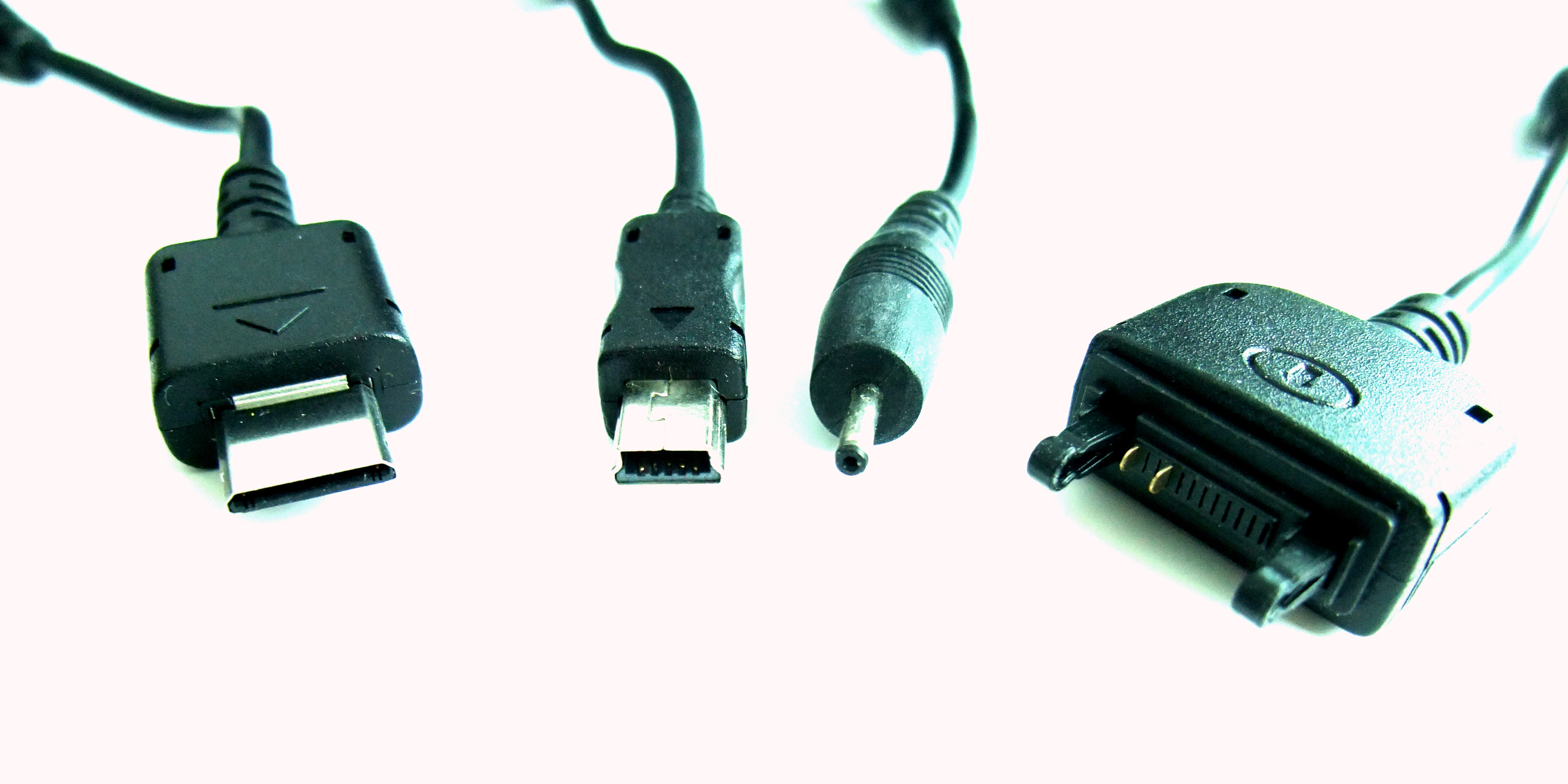
З'єднувачі, які використовуються при підзарядці мобільних телефонів
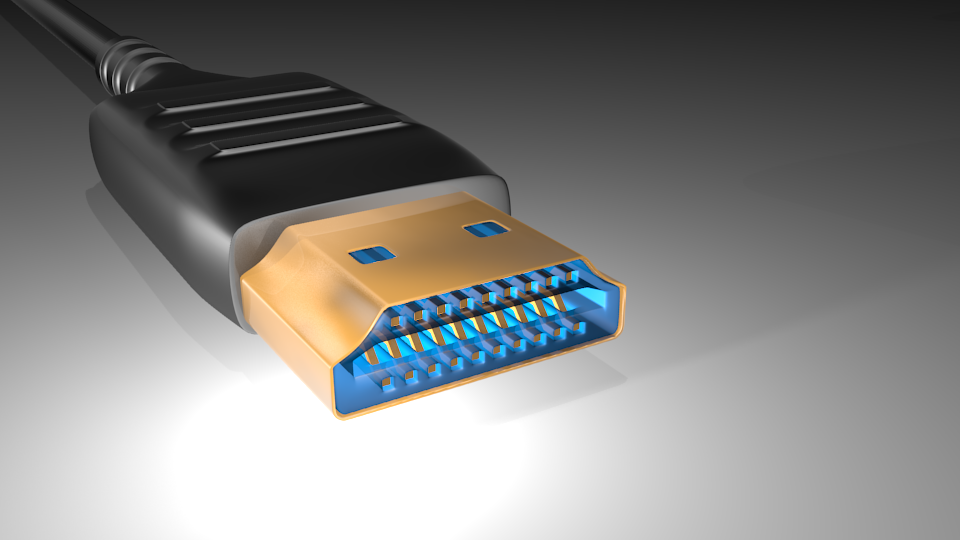
HDMI
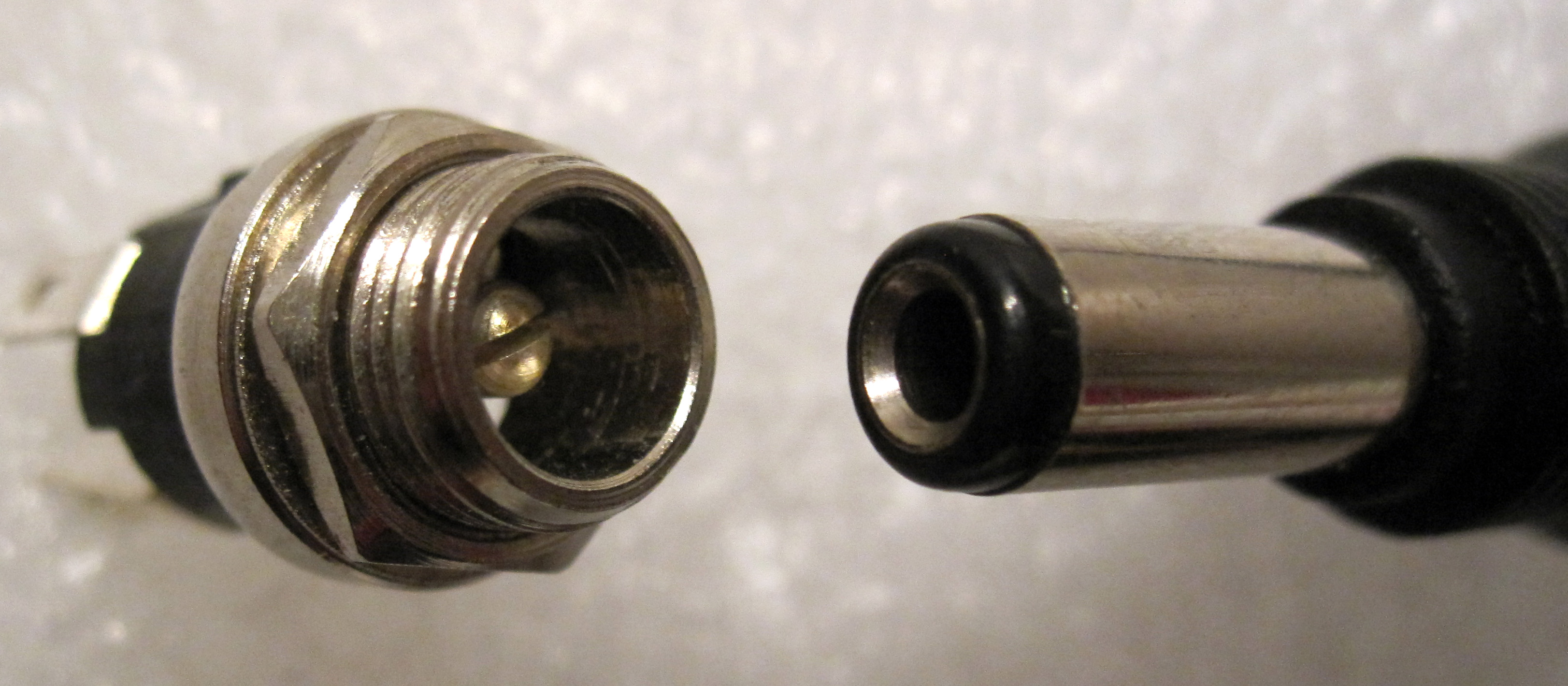
DC-роз'єм
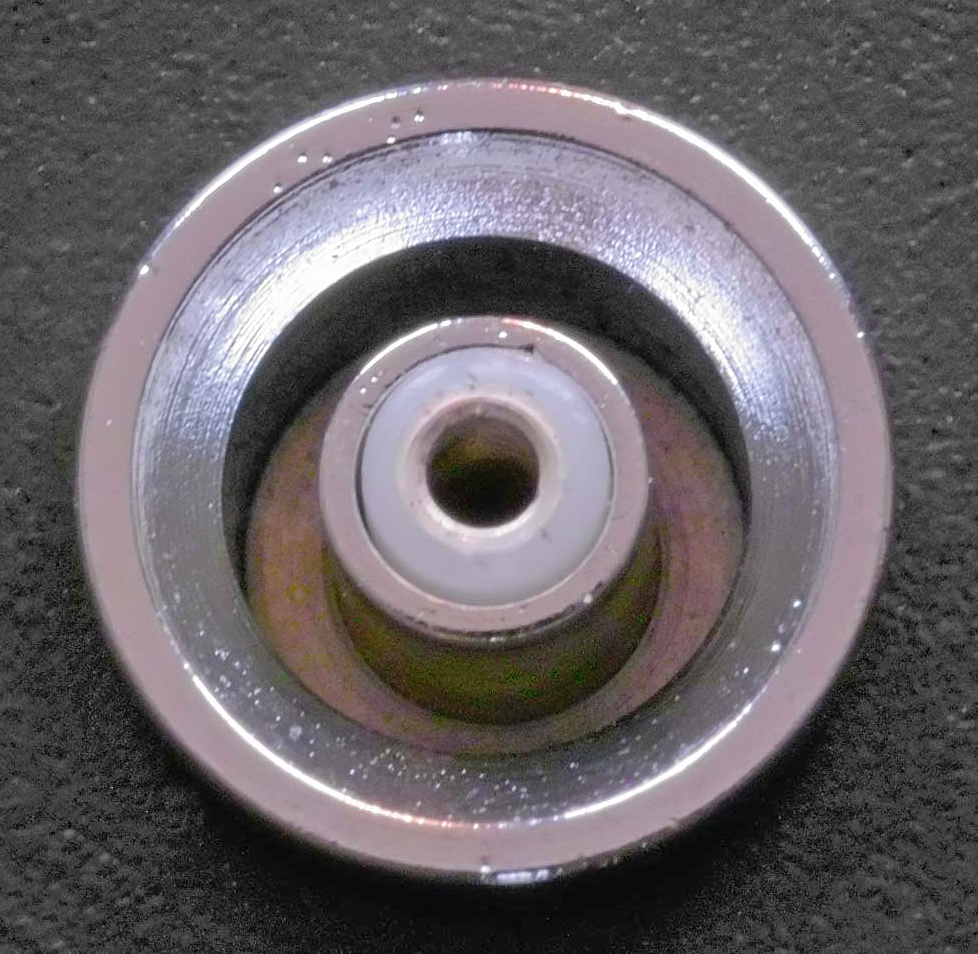
Гніздо з'єднувача типу «PC»